# Матч всех звёзд Единой лиги ВТБ
Матч всех звёзд Единой лиги ВТБ — ежегодная показательная игра сильнейших действующих баскетболистов Единой лиги ВТБ. Первый «Матч всех звёзд» был сыгран 11 февраля 2017 года в Сочи в сезоне 2016/2017.

## Формат
С 2017 года у «Матча всех звёзд» был постоянный формат «Звёзды России» против «Звёзды мира». В 2023 году команды были разделены по принципу «New School» против «Old School». 

## Победители
| Год  | Дата       | Команда 1           | Счет    | Команда 2          | Арена                      | MVP                | Ссылка |
| ---- | ---------- | ------------------- | ------- | ------------------ | -------------------------- | ------------------ | ------ |
| 2017 | 11 февраля | «Звёзды России»     | 131:121 | «Звёзды Мира»      | Сочи, Большой              | Андрей Воронцевич  | [ 1 ]  |
| 2018 | 17 февраля | «Звёзды России»     | 125:124 | «Звёзды Мира»      | Санкт-Петербург, Юбилейный | Сергей Карасёв     | [ 2 ]  |
| 2019 | 17 февраля | «Звёзды России»     | 115:118 | «Звёзды Мира»      | Москва, ВТБ Арена          | Серхио Родригес    | [ 3 ]  |
| 2020 | 16 февраля | «Звёзды России»     | 162:164 | «Звёзды Мира»      | Москва, ВТБ Арена          | Алексей Швед       | [ 4 ]  |
| 2021 | 14 февраля | «Звёзды России»     | 183:162 | «Звёзды Мира»      | Москва, ВТБ Арена          | Виталий Фридзон    | [ 5 ]  |
| 2022 | 20 февраля | «Звёзды России»     | 121:129 | «Звёзды Мира»      | Москва, ВТБ Арена          | Марио Хезоня       | [ 6 ]  |
| 2023 | 19 февраля | «Старая школа»      | 148:140 | «Новая школа»      | Москва, ВТБ Арена          | Малик Диме         | [ 7 ]  |
| 2024 | 18 февраля | «Команда Райковича» | 120:134 | «Команда Паскуаля» | Москва, ВТБ Арена          | Девон Акун-Пёрселл | [ 8 ]  |
| 2025 | 16 февраля | «Хозяева»           | 124:107 | «Гости»            | Москва, ВТБ Арена          | Никита Курбанов    | [ 9 ]  |